# Achagua aculeata
Achagua aculeata är en fjärilsart som beskrevs av Frederick H. Rindge 1975. Achagua aculeata ingår i släktet Achagua och familjen mätare. Inga underarter finns listade i Catalogue of Life.